# Choisies
Choisies é uma comuna francesa na região administrativa de Altos da França, no departamento do Norte. Estende-se por uma área de 2.51 km². Em 2010 a comuna tinha 53 habitantes (densidade: 21,1 hab./km²).